# Jesus (singel Gackta)
Jesus – dwudziesty ósmy singel japońskiego artysty Gackta, wydany 3 grudnia 2008 roku. Jesus jest pierwszą płytą wydaną przez jego własną wytwórnię Dears. Limitowana edycja zawierała DVD z teledyskiem, została wydana 26 listopada 2008 roku dla członków oficjalnego fanklubu Gackta. Singel osiągnął 7 pozycję w rankingu Oricon i pozostał na listach przebojów przez 10 tygodni. Sprzedano 31 187 egzemplarzy.

## Lista utworów
Wszystkie utwory zostały napisane i skomponowane przez Gackt C.
| Nr | Tytuł                                 | Aranżacja           | Czas |
| -- | ------------------------------------- | ------------------- | ---- |
| 1. | "Jesus" (Single MA)                   | Gackt.C, Chachamaru | 3:37 |
| 2. | "Sayonara -ЯRII ver.-"                | Gackt.C, Chachamaru | 5:14 |
| 3. | "Jesus" (Single MA Instrumental)      | Gackt.C, Chachamaru | 3:36 |
| 4. | "Sayonara -ЯRII ver.-" (Instrumental) | Gackt.C, Chachamaru | 5:06 |